# Malik Tillman
Malik Leon Tillman (Neurenberg, 28 mei 2002) is een Duits-Amerikaans voetballer die doorgaans als aanvallende middenvelder speelt. Hij verruilde PSV in juli 2025 voor Bayer 04 Leverkusen. Tillman debuteerde in 2022 in het Amerikaans voetbalelftal.

## Clubcarrière

### Jeugd
Tillman werd geboren in Duitsland als zoon van een Duitse moeder en een Amerikaanse vader. Hij begon net als zijn oudere broer Timothy met voetballen bij ASV Zirndorf, waar de twee werden gescout door Greuther Fürth. 

### Bayern München
De broers verruilden Greuther Fürth in 2015 ook allebei voor de jeugdopleiding van Bayern München. Tillman mocht in juni 2020 aansluiten bij het tweede team van Bayern München. Zijn debuut in het eerste elftal volgde op 25 augustus 2021. Hij kreeg toen drie kwartier speeltijd tijdens een wedstrijd in het toernooi om de DFB-Pokal tegen de amateurs van Bremer SV. Bayern won met 0–12, waarbij Tillman een minuut na zijn entree de 0–6 maakte. Datzelfde seizoen mocht hij ook een paar keer spelen in zowel de Bundesliga als in de groepsfase van de Champions League, tegen Dynamo Kiev en FC Barcelona.

#### Verhuur aan Rangers FC
Bayern verhuurde Tillman in juli 2022 voor een jaar aan Rangers FC. Hiervoor speelde hij dat seizoen 28 wedstrijden in de Scottish Premiership, waarvan 22 als basisspeler. In die wedstrijden kwam hij tien keer tot scoren. Daarnaast speelde Tillman ook met Rangers FC in de Champions League, tegen Ajax, Napoli en Liverpool. Zijn ploeggenoten en hij werden dat jaar tweede in de competitie. Daarnaast bereikten ze de halve finale van de Scottish Cup en de finale van de League Cup. Tillman werd na afloop van seizoen 2022/23 verkozen tot PFA Scotland Young Player of the Year.

### PSV
Bayern München verhuurde Tillman in augustus 2023 voor een jaar aan PSV. Dat bedong daarbij ook een optie tot koop. Tillman was na het zetten van zijn handtekening nog niet gerechtigd om met PSV mee te doen in de derde kwalificatieronde voor de Champions League, uit bij Sturm Graz. Om toch spelritme op te doen speelde hij vier dagen na zijn komst zijn eerste wedstrijd in een PSV-shirt in dienst van Jong PSV. Daarmee won hij met 1–0 van Telstar. Tillman maakte op 30 augustus 2023 zijn debuut in het eerste elftal van PSV. Hij viel toen vlak voor tijd in voor Johan Bakayoko in de laatste playoff-wedstrijd voor de Champions League, tegen zijn oude team Glasgow Rangers. Zijn ploeggenoten en hij wonnen met 5–1 en plaatsten zich daarmee voor het hoofdtoernooi. Tillmans debuut in de Eredivisie volgde drie dagen later. Hij mocht toen vlak voor tijd invallen tijdens een met 0–4 gewonnen wedstrijd uit bij RKC Waalwijk. Hij maakte zelf het laatste doelpunt. Coach Peter Bosz gaf Tillman op 30 september 2023 voor het eerst een basisplaats. Hij mocht toen beginnen tijdens een competitiewedstrijd thuis tegen FC Volendam. Hij gaf in deze wedstrijd de assist voor de 2–0 en maakte zelf de 3–1, tevens de eindstand. Tillman fungeerde voor de jaarwisseling hoofdzakelijk als invaller en kreeg daarna steeds vaker een basisplaats, voornamelijk als hangende linksbuiten. Hij kwam regelmatig tot scoren en op 25 april 2024 deed hij dat voor het eerst twee keer in één wedstrijd voor de Eindhovense ploeg. Daarmee boekte hij die dag een 0–8-overwinning uit bij sc Heerenveen, de grootste uitzege in de Eredivisie ooit voor PSV. Tillman maakte die dag de 0–2 en de 0–3, zijn achtste en negende doelpunt van het seizoen. Hij werd dat seizoen landskampioen met de Eindhovenaren. 
Vijf dagen na de kampioenswedstrijd maakte Tillman de definitieve overstap naar PSV, dat de koopoptie in zijn contract lichtte. Hij tekende een verbintenis tot de zomer van 2028. Tillman maakte op 5 november 2024 voor het eerst een doelpunt in de UEFA Champions League. Hij zette PSV toen op 2–0 in een met 4–0 gewonnen groepswedstrijd thuis tegen Girona FC. Hij scoorde op 27 november 2024 voor het eerst twee keer in één wedstrijd in de Champions League, thuis tegen Sjachtar Donetsk. Hij maakte toen in vier minuten tijd zowel de 1–2 als de 2–2, waarna ploeggenoot Ricardo Pepi de winnende 3–2 maakte. Tillman was in het seizoen 2024/25 basisspeler bij PSV en fungeerde voornamelijk als aanvallende middenvelder. Hij miste in de periode januari-maart wel twee maanden vanwege een enkelblessure. Tillman werd in het seizoen 2024/25 voor de tweede keer op rij landskampioen met PSV. Hij maakte in de kampioenswedstrijd zelf de 1–3 uit bij Sparta Rotterdam. Daarmee verzekerden PSV en hij zich van de overwinning en daarmee de titel. Het Algemeen Dagblad en Voetbal International riepen Tillman na afloop van het seizoen allebei uit tot Speler van het Jaar. 

## Clubstatistieken
| Seizoen | Club           | Competitie  | Competitie | Competitie | Beker | Beker | Internationaal | Internationaal | Totaal | Totaal |
| Seizoen | Club           | Competitie  | Wed.       | Dlp.       | Wed.  | Dlp.  | Wed.           | Dlp.           | Wed.   | Dlp.   |
| ------- | -------------- | ----------- | ---------- | ---------- | ----- | ----- | -------------- | -------------- | ------ | ------ |
| 2021/22 | Bayern München | Bundesliga  | 4          | 0          | 1     | 1     | 2              | 0              | 7      | 1      |
| 2022/23 | → Rangers FC   | Premiership | 28         | 10         | 6     | 1     | 9              | 1              | 43     | 12     |
| 2023/24 | → PSV          | Eredivisie  | 28         | 9          | 2     | 0     | 9              | 0              | 39     | 9      |
| 2024/25 | PSV            | Eredivisie  | 26         | 12         | 1     | 1     | 6              | 3              | 33     | 16     |
| Totaal  | Totaal         | Totaal      | 86         | 31         | 10    | 3     | 26             | 4              | 122    | 38     |

Bijgewerkt t/m 20 mei 2025.

## Interlandcarrière
Tillman debuteerde in 2016 in Verenigde Staten –15, maar koos er in 2017 voor om toch voor Duitsland uit te komen. Hij speelde daarna voor bijna alle Duitse nationale jeugdselecties vanaf Duitsland –15. Hij was met Duitsland –17 actief op het EK –17 van 2019. Tillman besloot in 2022 dat hij voor het Amerikaans voetbalelftal wilde gaan spelen. Na goedkeuring van de FIFA maakte hij op 2 juni 2022 zijn interlanddebuut. Bondscoach Gregg Berhalter liet hem toen in de 65e minuut invallen voor Christian Pulisic tijdens een met 3–0 gewonnen oefeninterland tegen Marokko. Tillman schreef vijf interlands op zijn naam als invaller, waarna hij op 13 september 2023 voor het eerst een basisplaats kreeg. Zijn teamgenoten en hij wonnen die dag met 4–0 van Oman.

## Erelijst
| Competitie     |                |                  |                |                |
| Competitie     | Aantal         | Jaren            |                |                |
| Bayern München | Bayern München | Bayern München   | Bayern München | Bayern München |
| -------------- | -------------- | ---------------- | -------------- | -------------- |
| Bundesliga     | 1x             | 2021/22          |                |                |
| PSV            |                |                  |                |                |
| Eredivisie     | 2x             | 2023/24, 2024/25 |                |                |

1 Olij ·
3 Gąsiorowski ·
4 Obispo ·
5 Perišić ·
6 Flamingo ·
7 Van Bommel ·
8 Dest ·
9 Pepi ·
11 Driouech ·
14 Pléa ·
17 Mauro Júnior ·
19 Bajraktarević ·
20 Til ·
22 Schouten  ·
23 Veerman ·
24 Schiks ·
25 Sildillia ·
26 Babadi ·
28 Land ·
32 Kovář ·
34 Saibari ·
39 Nagalo ·
Coach: Bosz
· Assistent-coach: Lucius
· Assistent-coach: Maas
· Assistent-coach: Ooijer
· Keeperstrainer: Begois